# 国鉄シキ90形貨車
国鉄シキ90形貨車（こくてつシキ90がたかしゃ）は、1960年（昭和35年）に合計4両が製造された、30 トン積み落し込み式大物車である。シキ90、シキ92・93の3両は、日本国有鉄道（国鉄）浜松工場で製造された国鉄所有車両で、シキ91は東京芝浦電気（東芝）が自社で製造した私有貨車であった。
構造としては、第二次世界大戦前に製造されたシキ80形をほぼそのまま引き継いでいる。魚腹形台枠を備えた長物車のような構造である。全長は11,800 mm（車体長11,000mm）で、車体中央部に長さ4,800 mm、幅2,140 mmの亀甲形の穴が開けられており、ここに貨物を落し込んで積載する構造であった。車体の大きさはシキ80形と変わっていないのに、落し込み穴は長さが300 mm延長されているが、これは軸距を短縮して台車中心間距離が長くなったことを利用したものである。またシキ80形では、落し込み穴の底に設置して貨物を支えるために利用できる横梁の強度が低く折損事故をしばしば起こしていたが、本形式では最初から許容荷重を増やす対策を行っている。台車はベッテンドルフ式2軸ボギー台車TR41Cを2基備えており、KD180形のブレーキを備えていた。
水圧鉄管などの輸送に用いられていた。私有貨車のシキ91については、当初は常備駅は新芝浦駅であった。後に1983年（昭和58年）1月に浅野駅へ移動し、1984年（昭和59年）5月に社名変更により東芝所有となった。同年12月28日に廃車となった。国鉄所有の3両についても1985年度（昭和60年度）から翌年度にかけて順次廃車となった。